# أيل أسمر (جنس)
الأيل الأسمر هو جنس من الأيائل يعرف أيضًا باسم أيل البور، ينتشر ويتوزع في أوروبا وروسيا وتركيا وإيران والقوقاز وأجزاء من بلاد الشام.